# Vika Slabe
Vika Slabe, slovenska slavistka, * 1941, Križe, Tržič.
Diplomirala leta 1965 na Filozofski fakulteti v Ljubljani. Že kot študentka je prejela dve Prešernovi nagradi iz sklada za študente. Deluje kot sodelavec v raziskovalnih nalogah Filozofske fakultete in Pedagoškega inštituta. Kot profesorica je poučevala slovenski jezik na Osnovni šoli Simona Jenka v Kranju. 
Bila je glavna avtorica delovnih učbenikov Slovenski jezik 4 in Slovenski jezik 5.
Kot soavtorica je napisala še: 
- Premagovanje pravopisnih težav (1980, 2 ponatisa; učbenik in delovni zvezek) (COBISS)
- Besede naše so žive (1981, 1 ponatis; delovni zvezek) (COBISS)
- gradivi za diferenciacijo jezikovne vzgoje (1991, 1992),
- priročnik za učitelje (1980),
- delovna učbenika (1986 in 1989) ter
- prenovljen delovni zvezek za 5. razred (1998).

Druge nagrade in priznanja:
- priznanje Pedagoškega inštituta 1979,
- nagrada Izobraževalne skupnosti Kranj 1983,
- nagrada Republike Slovenije na področju šolstva v letu 1999,
- častno članstvo Slavističnega društva Slovenije[1].